# Miquel Soler
Miquel Soler Sarasols (Girona, 1965. március 16. –) spanyol válogatott labdarúgó, edző.

## Pályafutása

### Klubcsapatban
Gironában született, Katalóniában. Pályafutását az Espanyol utánpótlásában kezdte, az első csapatban és egyben az első osztályban az 1983–84-es szezonban mutatkozott be. Az 1985–86-os idényben kölcsönben szerepelt a CE L’Hospitalet együttesében, majd visszatért az Espanyolhoz, ahol még két évig játszott és csapatával bejutott az 1988-as UEFA-kupa döntőjébe, ahol büntetőrúgásokat követően alulmaradtak a Bayer Leverkusennel szemben.
Ezt követően a Barcelona szerződtette, mellyel bajnokságot, a spanyol kupát és a kupagyőztesek Európa-kupáját is megnyerte. Az 1991–92-es idényben az Atlético Madridban játszott, majd visszatért a Barcelonához és a szezon végén újabb bajnoki címmel lett gazdagabb. 1993 és 1995 között a Sevilla, 1995 és 1996 között a Real Madrid, 1996 és 1998 között a Real Zaragoza játékosa volt. 1998-ban a Mallorca igazolta le, ahol még öt évig játszott. 2003-ban, 38 évesen vonult vissza az aktív játéktól.  

### A válogatottban
1987 és 1991 között 9 alkalommal szerepelt a spanyol válogatottban. Egy Bukarestben rendezett Románia elleni Eb-selejtező alkalmával mutatkozott be 1987. április 29-én, amely 3–1-es vereséggel végződött. Részt vett az 1988-as Európa-bajnokságon.

### Edzőként
Edzőként a Mallorca tartalékcsapatánál kezdett el dolgozni. Az első csapatot két alkalommal irányította: 2014-ben, és 2015-ben.

## Sikerei, díjai

### Játékosként
FC Barcelona
- Spanyol bajnok (2): 1990–91, 1992–93
- Spanyol kupa (1): 1989–90
- Kupagyőztesek Európa-kupája (1): 1988–89
- UEFA-szuperkupa (1): 1992

Atlético Madrid
- Spanyol kupa (1): 1991–92

RCD Mallorca
- Spanyol kupa (1): 2002–03
- Spanyol szuperkupa (1):  1998
- Kupagyőztesek Európa-kupája döntős (1): 1998–99

## Külső hivatkozások
- Miquel Soler adatlapja a National-Football-Teams.com oldalon (angolul)

- Miquel Soler (angol nyelven). FootballDatabase.eu
- Miquel Soler (angol nyelven). eu-football.info
- Miquel Soler (játékos profil) (angol, katalán, spanyol nyelven). BDFutbol.com
- Miquel Soler (edzői profil) (angol, katalán, spanyol nyelven). BDFutbol.com
- Miquel Soler (német nyelven). kicker.de
- Miquel Soler adatlapja a worldfootball.net oldalon (angolul)